# Tepidimicrobium
Tepidimicrobium ist eine Gattung von Bakterien. Die Art Tepidimicrobium ferriphilum kann eine Gammastrahlung mit einer Dosis von bis zu 5–10 kGy überleben. Die Arten können zur Energiegewinnung die Fermentation (Gärung) nutzen. Des Weiteren können sie auch die „Eisenatmung“ durchführen, hierbei werden als Akzeptor organische Verbindungen, wie beispielsweise n-Propanol genutzt. Im Mai 2025 waren zwei Arten beschrieben: Tepidimicrobium ferriphilum und T. xylanilyticum.

## Merkmale
Die Zellen von Tepidimicrobium ferriphilum und T. xylanilyticum sind stäbchenförmig und peritrich begeißelt. Tepidimicrobium ferriphilum bewegt sich taumelnd fort, während T. xylanilyticum eine Art „zuckende“ Bewegung (engl. „twitching“) zeigt.
Die beiden Arten Tepidimicrobium ferriphilum und T. xylanilyticum unterscheiden sich in ihrer Fähigkeit zur Sporenbildung. T. xylanilyticum kann endständige kugelförmige Endosporen bilden, während die Sporenbildung in Kulturen von T. ferriphilum bei mikroskopischen Beobachtungen nicht nachgewiesen werden konnte.
Sie sind gram-positiv.

## Stoffwechsel und Wachstum
Tepidimicrobium ist anaerob, es toleriert keinen Sauerstoff.
Ein gutes Wachstum von Tepidimicrobium kann auf Pepton und Hefeextrakt erzielt werden. T. ferriphilum ist in der Lage, die Stickland-Reaktion mit Alanin plus Glycin und Alanin plus Prolin durchzuführen. Es  ist ein asaccharolytischer Organismus. Dem hingegen kann T. xylanilyticum einige Kohlenhydrate, darunter Glucose und Xylan, durch Fermentation (Gärung) verwerten. Zu den Fermentationsprodukten von Glukose gehören Wasserstoff, Kohlendioxid, Acetat, Ethanol, Butyrat und Spuren von Propionat. Beim Wachstum in Xylan produziert T. xylanilyticum erhebliche Mengen an Acetat, Ethanol, Propionat, Wasserstoff und Kohlendioxid.
T. ferriphilum reduziert lösliche und unlösliche Formen von Eisen. Von daher auch der Artname „ferriphilum“ („eisen-liebend“). Diese Fe(III)-Verbindungen werden hier zu Fe(II) reduziert, Eisen ist als der Elektronenakzeptor. Organische Verbindungen werden als „Spender“ der Elektronen (Elektronendonatoren) verwendet. Dieser Prozess ist eine Form der anaeroben Atmung und ermöglicht eine höhere Energieausbeute als die reine Fermentation, da die Elektronen über eine Elektronentransportkette zu einem externen Elektronenakzeptor geleitet werden.
T. ferriphilum reduziert lösliche und unlösliche Formen von Eisen. Von daher auch der Artname „ferriphilum“ („eisen-liebend“).
Es nutzt hierzu Fe(III)-Citrat, Fe(III)-EDTA, Fe(III)-Nitrilotriacetat und Ferrihydrit. Für die Fe(III)-Reduktion kann dieses Bakterium nicht fermentierbares l-Valin und n-Propanol als Elektronendonatoren verwenden und sie unvollständig zu Isobutyrat bzw. Propionat oxidieren. Somit ist die dissimilatorische Fe(III)-Reduktion ein energieerzeugender Prozess im Stoffwechsel von T. ferriphilum.
Es reduziert auch 9,10-Anthrachinon-2,6-disulfonat (AQDS) zu 9,10-Anthrahydrochinon-2,6-disulfonat, Thiosulfat und elementaren Schwefel zu Schwefelwasserstoff, Fumarat zu Succinat und Selenit zu elementarem Selen. T. xylanilyticum reduziert ebenfalls  Fe(III)-Citrat, AQDS sowie Nitrit und Thiosulfat, aber nicht elementaren Schwefel, Fumarat und Selenit. Über die Fähigkeit dieser Art, Ferrihydrit zu reduzieren, wurde nicht berichtet.
Der Temperaturbereich für das Wachstum von T. ferriphilum liegt bei 26–62 °C, mit einem Optimum bei 50 °C. Der pH-Bereich für das Wachstum liegt bei 5,5–9,5, mit einem Optimum bei pH 7,5-8,0. Das Wachstum erfolgt bei NaCl-Konzentrationen im Bereich von 0–3,5 %. Das Wachstum von T. xylanilyticum erfolgt bei 25–67 °C (Optimum 60 °C) und pH 5,8–9,3 (Optimum pH 8,5). Das Wachstum findet im Bereich von 0–4,5 % (w/v) NaCl statt, wobei das optimale Wachstum bei 3,0 % liegt.

## Ökologie
Tepidimicrobium ferriphilum wurde aus einer Sedimentprobe isoliert, die unter einer Cyanobakterienmatte entnommen wurde, die sich in einer heißen Süßwasserquelle im Fluss Alla in Burjatien, Russland, entwickelt hatte. Die Temperatur an der Probenahmestelle betrug 50 °C und der pH-Wert lag nahe bei 8,0. T. xylanilyticum wurde aus dem Schlamm eines thermophilen anaeroben Biogasreaktor isoliert, der kommunale Feststoffabfälle und Abwässer in Peking behandelt.
Kulturen von T. ferriphilum blieben nach einer Gammabestrahlung mit einer Dosis von 5,4 kGy lebensfähig, während bei Kulturen, die mit 10,0 kGy bestrahlt wurden, kein Wachstum erzielt wurde. Die  Strahlenresistenz  von T. ferriphilum hängt nicht mit der Bildung von Endosporen zusammen. Über die Strahlenresistenz von T. xylanilyticum wurde nicht berichtet.
T. xylanilyticum ist in der Lage, Xylan zu verstoffwechseln.
Es wurde vorgeschlagen, dass ein Stamm von Tepidimicrobium durch direkten Elektronentransfer (Interspezies-Elektronentransfer, DIET) mit Methanothermobacter in einem ähnlichen Prozess wie bei Geobacter syntrophisch wächst. Es ist wahrscheinlich, dass der Stamm als syntropher Primärabbauer agiert, der hauptsächlich Proteine, Kohlenhydrate und Derivate abbaut.

## Systematik
Die Gattung Tepidimicrobium zählt zu der Familie Tissierellaceae innerhalb der Klasse Clostridia. Die Gattung wurde im Jahr 2006 von Alexander Slobodkin und Mitarbeitern beschrieben.

## Genutzte Literatur
- Alexander Slobodkin: Tepidimicrobium (2017) In: 'Bergey's Manual of Systematics of Archaea and Bacteria. 1. Auflage. Wiley, 2015, ISBN 978-1-118-96060-8, doi:10.1002/9781118960608.gbm01399 (wiley.com [abgerufen am 23. Mai 2025]).

## Weiterführende Literatur
- Hou-Chia Tseng, Naoshi Fujimoto, Akihiro Ohnishi: Characteristics of Tepidimicrobium xylanilyticum as a lactate-utilising bacterium in polylactic acid decomposition during thermophilic anaerobic digestion. In: Bioresource Technology Reports. Band 12, Dezember 2020, S. 100596, doi:10.1016/j.biteb.2020.100596 (elsevier.com [abgerufen am 22. Mai 2025]).